# Quinta da Regaleira
Quinta da Regaleira [ˈkĩtɐ ðɐ ˈʁɨɣɐlɐjɾɐ] je quinta v bližini zgodovinskega središča Sintre na Portugalskem. UNESCO ga je uvrstil na seznam svetovne dediščine znotraj Kulturne krajine Sintre. Skupaj z drugimi palačami na tem območju, kot so palače Quinta do Relógio, palača Pena, palača Monserrate in palača Seteais, velja za eno glavnih turističnih znamenitosti Sintre.
Lastnina je sestavljena iz romantične palače in kapele ter razkošnega parka z jezeri, jamami, vodnjaki, klopmi, fontanami in široko paleto izvrstnih konstrukcij. Palača je znana tudi kot Palača milijonarja Monteira, ki temelji na vzdevku njenega najbolj znanega nekdanjega lastnika Antónia Augusta Carvalha Monteira. Palačo je zasnoval italijanski arhitekt Luigi Manini.

## Zgodovina
Posest, ki je zdaj Quinta da Regaleira, je imelo skozi leta veliko lastnikov. Pripadala je vikontesi iz Regaleire, družini bogatih trgovcev iz Porta, ko je bila leta 1892 prodan Carvalhu Monteiru za 25.000 réis. Monteiro je želel zgraditi osupljivo mesto, kjer bi lahko zbiral simbole, ki so odražali njegove interese in ideologije. S pomočjo italijanskega arhitekta Luigija Maninija je poustvaril 4 ha veliko posestvo.
Poleg drugih novih funkcij je dodal skrivnostne stavbe, ki naj bi vsebovale simbole, povezane z alkimijo, prostozidarstvom, templjarji in rožnimi križarji. Arhitektura, ki jo je zasnoval Manini, je spominjala na rimski, gotski, renesančni in manuelinski slog. Gradnja sedanjega posestva se je začela leta 1904 in je bila večina dokončana do leta 1910.
Posestvo je bilo pozneje leta 1942 prodano Waldemarju d'Oreyu, ki ga je uporabljal kot zasebno rezidenco za svojo obsežno družino. Naročil je popravila in obnovitvena dela. Leta 1987 je bilo posestvo ponovno prodano japonski korporaciji Aoki in ni več služilo kot rezidenca. Korporacija je imela posestvo zaprto za javnost deset let, dokler ga leta 1997 ni pridobil mestni svet Sintre. Takoj so se začela obsežna obnovitvena prizadevanja po celotnem posestvu. Junija 1998 so ga končno odprli za javnost in začeli gostiti kulturne dogodke. Avgusta istega leta je portugalsko Ministrstvo za kulturo posestvo razvrstilo kot lastnino javnega interesa.

### Palača
Palača Regaleira (portugalsko Palácio da Regaleira) nosi isto ime kot celotno posestvo. Za fasado stavbe so značilne razkošne gotske fiale, bruhalniki, kapiteli in impresiven osmerokotni stolp.
Palača ima pet nadstropij (pritličje, tri nadstropja in klet). Pritličje je sestavljeno iz niza hodnikov, ki povezujejo dnevno sobo, jedilnico, biljardnico, balkon, nekaj manjših sob in več stopnišč. Prvo nadstropje pa vsebuje spalnice in garderobo. V drugem zgornjem nadstropju je pisarna Carvalha Monteira in spalnice uslužbenk. V 3. nadstropju je likalnica in manjša soba z izhodom na teraso. Končno so v kleti spalnice za moške služabnike, kuhinja (v kateri je bilo dvigalo za dvigovanje hrane v pritličje) in shrambe.
- Glavna fasada palače
- Glavni vhod v palačo
- Balkon
- Stolp z manuelinskimi simboli, ki namigujejo na portugalska odkritja
- Kamin v jedilnici
- Dnevna soba
- Vhod na spiralno stopnišče
- Eden od dimnikov. Mavrski grad in palača Pena sta vidna na vrhu hribov.

## Kapela
Kapela Regaleira je rimskokatoliška kapela in stoji pred glavnim pročeljem palače. Njena arhitektura je podobna palači. Notranjost kapele je bogato okrašena s freskami, vitraži in razkošnimi štukaturami. Freske vsebujejo upodobitve Terezije Avilske in sv. Antona ter druge verske upodobitve. Medtem sama tla ponujajo upodobitve armilarne sfere portugalskih odkritij in reda Kristusovega križa, obdanega s pentagrami. Kljub razmeroma majhni velikosti ima kapela več nadstropij.
- Glavni vhod
- Stranski vhod
- Štukature nad glavnim vhodom
- Notranjost kapele
- Na freski nad oltarjem vstali Jezus Kristus krona Devico Marijo
- Freske, ki prikazujejo Terezijo Avilsko in sv. Antona (med njegovo "Pridigo ribi", oče António Vieira).
- Tla: Red Kristusovega križa nad armilarno sfero
- Stranski pogled na kapelo

## Park
Velik del štirih hektarjev velikega zemljišča v okolici posestva sestavlja gosto poraščen park, obdan z neštetimi cestami in pešpotmi. Gozdovi so v nižjih delih posestva lepo urejeni, v zgornjih delih pa so divji in neorganizirani, kar odraža prepričanje Carvalha Monteira v primitivizem. Dekorativne, simbolične in živahne strukture je mogoče najti po vsem parku.
- Gazebo na okrašenem mostu čez spodnja vrata
- Klop med jezerom in ložo
- Klop med jezerom in vodnjakom Ibis
- Klop med kapelo in palačo

### Predori
Park vsebuje tudi obsežen in zagoneten sistem predorov, ki imajo več vstopnih točk, ki vključujejo: jame, kapelo, Slap jezero in "Ledino jamo", ki leži pod stolpom Regaleira. 'Začetni vodnjak' (glej naslednji razdelek) se povezuje z drugimi rovi preko niza podzemnih poti.
- Vhod v labirintsko jamo
- Pogled na labirintsko jamo z jezera
- Predor, ki se začne iz Vzhodne jame
- Ledina jama

### Iniciacijska vodnjaka
Iniciacijska vodnjaka (imenovani tudi obrnjena stolpa) sta dva vodnjaka na posestvu, ki bolj spominjata na podzemna stolpa, obdana s stopnicami. Ta vodnjaka nikoli nista služila kot vir vode. Namesto tega so ju domnevno uporabljali v obredne namene. Zgoraj opisani rovi povezujejo ta vodnjaka med seboj, poleg različnih jam in drugih spomenikov, ki so okoli parka.
Od dveh vodnjakov je v večjem 27-metrsko spiralno stopnišče s 23 manjšimi nišami ob strani. Devet stopnic bi lahko povezali z vitezi templjarji, ki so imeli devet ustanoviteljev. Lahko tudi simbolizirajo 9 cerkva pekla iz Dantejevega Pekla. Na dnu vodnjaka je notranji kamniti kompas s templjarskim križem. Druge reference so lahko prostozidarstvo, rozen križarski rituali.
Carvalho Monteiro je bil verjetno začetnik viteškega reda templjarjev, katoliškega vojaškega reda. Ta srednjeveški red je nastal v začetku 11. stoletja in je verjetno razpadel v 13. stoletju. Vendar so skupine, kot so prostozidarji, sto let kasneje obudile svoje obrede in tradicije. Menijo, da so se iniciacije v Quinta da Regaleira začele s kandidati z zavezanimi očmi, ki so vstopili v enega od vodnjakov. Domnevno so držali meč blizu srca in se spustili po 9 stopnicah. Ko so dosegli dno vodnjaka, so stopili v temen labirint in morali so najti pot navzgor proti svetlobi in nato do kapele, kjer so bili sprejeti v bratovščino.
Manjši vodnjak vsebuje ravne stopnice, ki med seboj povezujejo vrsto obročastih nadstropij. Ta vodnjak se imenuje tudi 'Nedokončani vodnjak'.
- Dno iniciacijskega vodnjaka
- Pogled navzdol
- Pogled navzgor od dna iniciacijskega vodnjaka
- Dežuje

### Jezera, fontane in akvarij
Vodna telesa so na več mestih v parku. Monteiro je dodal dve umetni jezeri in več fontan. Eden najzanimivejših in najbolj ekstravagantnih med njimi je Akvarij, zgrajen, kot da bi bil naravno vdelan v velik balvan. Nekoč je veljal za najpomembnejšo naravoslovno posest v Regaleiri. Vendar se akvarij ne uporablja več in je slabo vzdrževan.
- Ibisov vodnjak
- Vodnjak obilja
- Jezero s slapom, kot ga vidimo s terase nebesnih svetov